# رتبه (آلبوم)
«رتبه» (به انگلیسی: Rank) یک آلبوم اجرای زنده از گروه راک انگلیسی اسمیتز است که در سپتامبر ۱۹۸۸ توسط ناشر موسیقی بریتانیایی راف ترید منتشر شد و توانست در رتبهٔ ۲ جدول آلبوم‌های انگلستان جا خوش کند. در آمریکا آلبوم بوسیلهٔ شرکت سایر عرضه شد و به جایگاه ۷۷ رسید.

## فهرست ترانه‌ها
متن همهٔ ترانه‌ها توسط موریسی نوشته و موسیقی همهٔ آنها توسط جانی مار ساخته شده‌است.
| شماره      | نام                                        | عنوان اصلی                         | مدت   |
| ---------- | ------------------------------------------ | ---------------------------------- | ----- |
| ۱.         | «ملکه مُرده است»                            | The Queen Is Dead                  | ۰۴:۱۱ |
| ۲.         | «وحشت»                                     | Panic                              | ۰۳:۰۷ |
| ۳.         | «کشیش توتو پوش»                            | Vicar in a Tutu                    | ۰۲:۴۰ |
| ۴.         | «بپرس»                                     | Ask                                | ۰۳:۱۲ |
| ۵.         | «آخرین معشوقهٔ او / لوطی‌های راشولم (تلفیق)» | His Latest Flame/Rusholme Ruffians | ۰۳:۵۵ |
| ۶.         | «پسری که خاری توی چشم‌هاش داشت»             | The Boy with the Thorn in His Side | ۰۳:۴۷ |
| ۷.         | «حلقهٔ نجات / حرفی که اون دختر زد (تلفیق)»  | Rubber Ring/What She Said          | ۰۳:۴۱ |
| ۸.         | «واقعاً خیلی عجیبه؟»                        | ?Is It Really So Strange           | ۰۳:۴۵ |
| ۹.         | «دروازهٔ قبرستان»                           | Cemetry Gates                      | ۰۲:۵۰ |
| ۱۰.        | «لندن»                                     | London                             | ۰۲:۳۸ |
| ۱۱.        | «می‌دونم تموم شده»                          | I Know It's Over                   | ۰۷:۴۹ |
| ۱۲.        | «قطار دریز»                                | The Draize Train                   | ۰۴:۲۳ |
| ۱۳.        | «هنوز مریض»                                | Still Ill                          | ۰۴:۰۹ |
| ۱۴.        | «زبون‌دراز دوباره حمله می‌کنه»               | Bigmouth Strikes Again             | ۰۵:۵۱ |
| مجموع مدت: | مجموع مدت:                                 | مجموع مدت:                         | ۵۵:۵۶ |